# Nejkrásnější nádraží roku

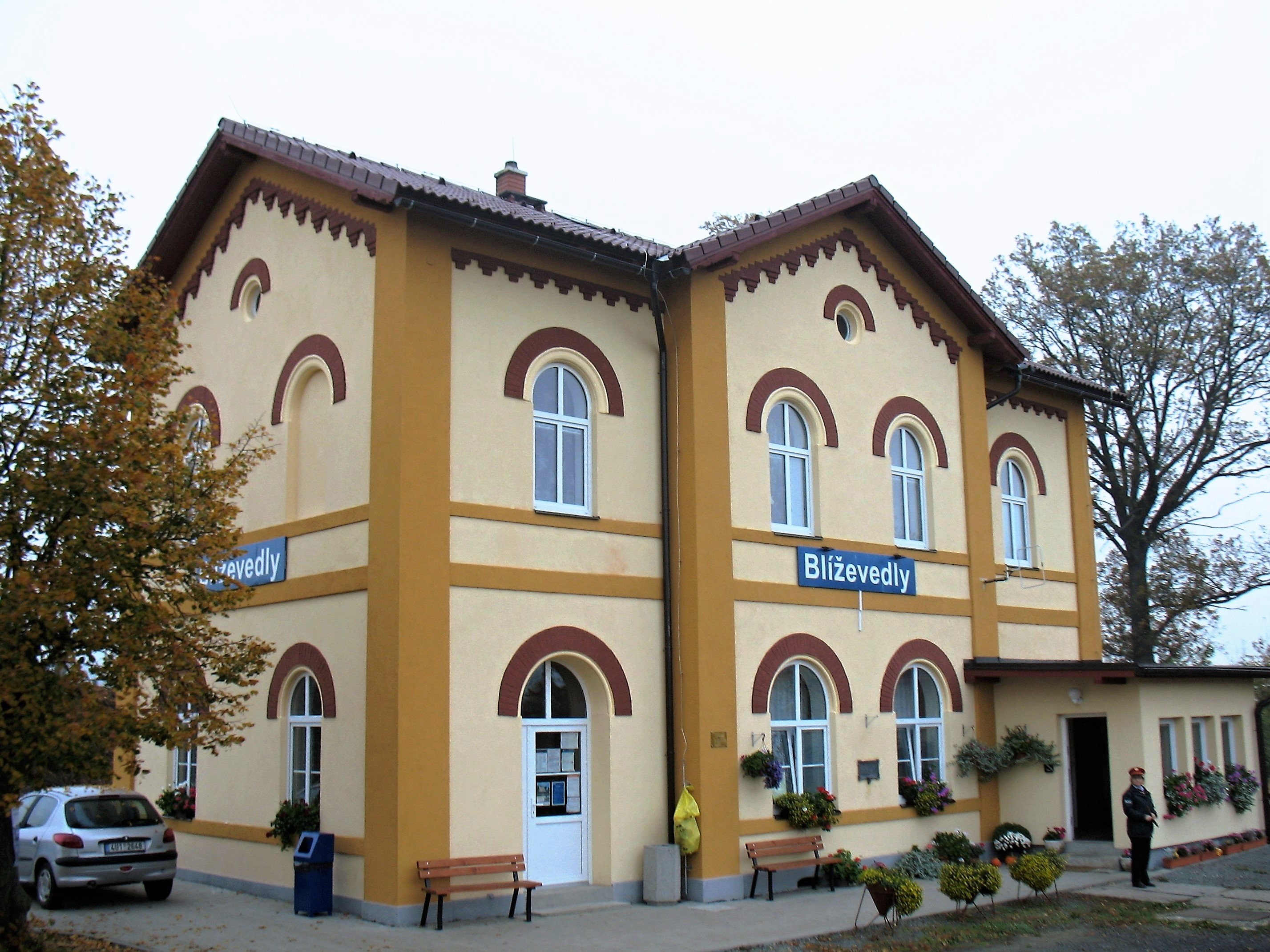
Vítěz 12. ročníku (2018): Blíževedly

Nejkrásnější nádraží roku byla anketa pořádaná v letech 2007–2019 asociací Entente Florale CZ. Kandidáty na titul navrhovala veřejnost, která také rozhodovala o vítězi.
Poslední ročníky zaštiťovali generální ředitel SŽDC a Stálá komise Senátu pro rozvoj venkova.
Výsledky byly vyhlašovány v Senátu za účasti senátorů, představitelů Ministerstva dopravy, Správy železniční dopravní cesty, Českých drah či jiných dopravců a dalších zástupců, kteří se o stav železničních stanic zasloužili.
Cílem ankety bylo zlepšování prostředí železničních nádraží a zastávek a motivovat obce, města a správce nádraží k zodpovědnější péči o budovy a jejich okolí.

## Vítězové
| Ročník     | Nádraží                | Trať |
| ---------- | ---------------------- | --- |
| 1. (2007)  | Ostroměř               | Hradec Králové – Turnov |
| 2. (2008)  | Trutnov hlavní nádraží | Jaroměř–Trutnov |
| 3. (2009)  | Zahrádky u České Lípy  | Lovosice – Česká Lípa |
| 4. (2010)  | Choceň                 | Velký Osek – Choceň |
| 5. (2011)  | Uherské Hradiště       | Brno – Trenčianská Teplá, Staré Město u Uherského Hradiště – Kunovice |
| 6. (2012)  | Opava východ           | Olomouc – Opava východ, Opava východ – Svobodné Heřmanice – Horní Benešov, Opava východ – Hradec nad Moravicí, Opava východ – Hlučín – Petřkovice a Ostrava-Svinov – Opava východ |
| 7. (2013)  | Rynoltice              | Liberec – Česká Lípa |
| 8. (2014)  | Brno-Chrlice           | Brno–Přerov |
| 9. (2015)  | Nový Jičín město       | Suchdol nad Odrou – Nový Jičín město |
| 10. (2016) | Mimoň                  | Liberec – Česká Lípa |
| 11. (2017) | Doksy                  | Bakov nad Jizerou – Jedlová |
| 12. (2018) | Blíževedly             | Lovosice – Česká Lípa |
| 13. (2019) | Rozsochy               | Žďár nad Sázavou – Nové Město na Moravě – Tišnov |

V roce 2020 byl ročník soutěže zrušen z důvodu pandemie covidu-19.
10. listopadu 2021 oznámila Drahomíra Kolmanová, ředitelka organizátorského spolku Cestami proměn, že se rozhodli soutěž dnes ukončit, neboť podle nich ztratila původní smysl, zejména kvůli vytrácení lidského prvku z fungování řady nádraží.